# Transports en commun de Valserhône
Les Transports en commun de Valserhône, (dit commercialement Mobi’Vals, anciennement TUB), est le réseau de transport en commun d’autobus desservant la commune nouvelle de Valserhône à l’aide d’un réseau composé de 10 lignes, dont quatre à vocation scolaire et quatre assurées uniquement à la demande.
Créé en 1986, son exploitation est assuré depuis 2005 par la Régie Départementale des Transports de l’Ain (RDTA) pour le compte de la mairie de Valserhône.

## Histoire
Le réseau est créé en 1986,,,.
Le réseau a pris sa structure et son organisation actuelle, peu modifiée depuis, en septembre 2010,,.
Le 7 janvier 2019, à la suite de la création de la commune nouvelle de Valserhône au 1er janvier par la fusion de Bellegarde-sur-Valserine avec Châtillon-en-Michaille et Lancrans, le réseau est agrandi pour desservir tout le territoire : une deuxième ligne régulière et un quatrième transport à la demande voient le jour, tandis que le tracé de la ligne régulière préexistante est agrandi pour desservir le territoire de la commune déléguée de Châtillon-en-Michaille. Le nom TUB reste toutefois utilisé, bien qu'une page du site internet de la RDTA mentionne le nom Mobi'Vals.
Ce nom Mobi'Vals est officialisé comme nouveau nom du réseau à l'occasion de la mise en place de nouveaux horaires le 29 avril 2019 liés à la fin des travaux de la rue de la République et au retour à la normale de la circulation des bus sur le tronc commun en centre-ville où transitent l'ensemble des lignes du réseau.

## Organisateurs du réseau

### Autorité organisatrice
La commune nouvelle de Valserhône, peuplée de 16 423 habitants (en 2017), est responsable des transports en commun en son périmètre. Elle remplace à ce titre, depuis le 1er janvier 2019, la commune de Bellegarde-sur-Valserine. Elle définit l’offre de transport sur son territoire, en décidant les parcours, les horaires ou encore la tarification, et adapte ces derniers en fonction des besoins des habitants et de la fréquentation.
Dans le cadre de la loi NOTRe, la région Auvergne-Rhône-Alpes est devenue autorité organisatrice de la mobilité.

### Exploitant
Depuis 2005, l’exploitation du réseau est confié à la Régie Départementale des Transports de l’Ain (RDTA), qui remplace le précédent exploitant, le groupe Cariane. La RDTA est chargée, dans le cadre d’un contrat de délégation de service public (DSP), d’exploiter le réseau en assurant le bon fonctionnement du réseau (recrutement et formation du personnel, achats des véhicules, etc.), mais aussi en informant la clientèle et en assurant la vente des titres de transports.

## Le réseau

### Territoire desservi
Depuis le 7 janvier 2019, le réseau Mobi’Vals dessert l’ensemble du territoire de la commune nouvelle de Valserhône, composée des communes déléguées de Bellegarde-sur-Valserine, Châtillon-en-Michaille et Lancrans. Avant cette date, il était limité aux limites communales de Bellegarde-sur-Valserine.

### Les lignes
Le réseau mis en place le 7 janvier 2019 dispose d’un tronc commun à toutes les lignes entre le Parc de Savoie et la gare de Bellegarde. Il s’articule autour de :
- deux lignes régulières urbaines[M 2] :
  - A : Ligne structurante, elle reprend le parcours de l’ancienne ligne régulière, mais voit son tracé allongé au nord pour desservir la commune déléguée de Châtillon-en-Michaille en heure de pointe. Elle traverse ainsi le territoire valserhônois du nord au sud, en passant par le centre-ville ;
  - B : Cette ligne relie l’hôtel de ville au quartier de Vouvray, en desservant sur son parcours le quartier Beauséjour et la clinique Sainte-Clémence.
- quatre lignes assurées uniquement en transport à la demande (TAD)[M 2] :
  - TAD B : Cette ligne dessert les quartiers situés à l’ouest de la commune ;
  - TAD C : Cette ligne dessert l’ancienne commune de Coupy, au sud-est de la commune ;
  - TAD D : Cette ligne dessert les quartiers situés entre la gare et la zone commerciale non desservis par la ligne A ;
  - TAD E : Cette ligne relie l’hôtel de ville à la commune déléguée de Lancrans.
- quatre lignes à vocation scolaire, les lignes S2 à S5 sont destinées à amener les étudiants vers la cité scolaire Saint-Exupéry. Elles suivent pour certaines d'entre elles le parcours de lignes régulières ou sur réservation[M 2],[M 3] :
  - S2 : Cette ligne suit globalement le parcours de la ligne TAD C ;
  - S3 : Cette ligne dessert les quartiers desservis par la ligne TAD B et une partie du parcours nord de la ligne A ;
  - S4 : Ramassage scolaire pour l'école de Lancrans ;
  - S5 : Ramassage scolaire pour l'école de Châtillon-en-Michaille.

### Transport à la demande
Quatre lignes sont assurées uniquement en transport à la demande (TAD), ce qui signifie que les véhicules ne circulent que sur réservation à des horaires prédéfinis par le réseau. La réservation s’effectue en appelant le numéro dédié jusqu’à 16 h la veille du départ souhaité. Les bus prennent et déposent l’usager aux arrêts de son choix.
La tarification est identique à celle en vigueur sur le reste du réseau.

### TAD Access
TAD Access est le nom donné au service destiné au transport de personnes à mobilité réduite.
Effectué uniquement en transport à la demande, il est destiné aux personnes en situation de handicap, et plus spécifiquement aux personnes présentant un handicap moteur permanent ou temporaire nécessitant l’usage d’un fauteuil roulant, ainsi qu’aux personnes malvoyantes ne pouvant pas utiliser le réseau de transport en commun seules. Il est réservé aux personnes ayant un taux d’invalidité égal ou supérieur à 80 %.
Le service fonctionne, hors jours fériés, du lundi au samedi. La réservation s’effectue par téléphone au plus tard jusqu'à 16 h la veille, ou jusqu'au vendredi pour les déplacements des dimanches et lundis. La tarification est identique à celle appliquée sur le réseau, mais les arrêts ne sont pas fixes, l’usager choisissant où il souhaite être pris et déposé.

### Interconnexion avec les autres réseaux

#### Réseaux départementaux
Cars Région Ain
Cars Région Haute-Savoie

## Identité visuelle

### Logos

Logo des TUB, utilisé jusqu'en avril 2019.
Logo de Mobi'Vals depuis avril 2019.

### Livrée des véhicules

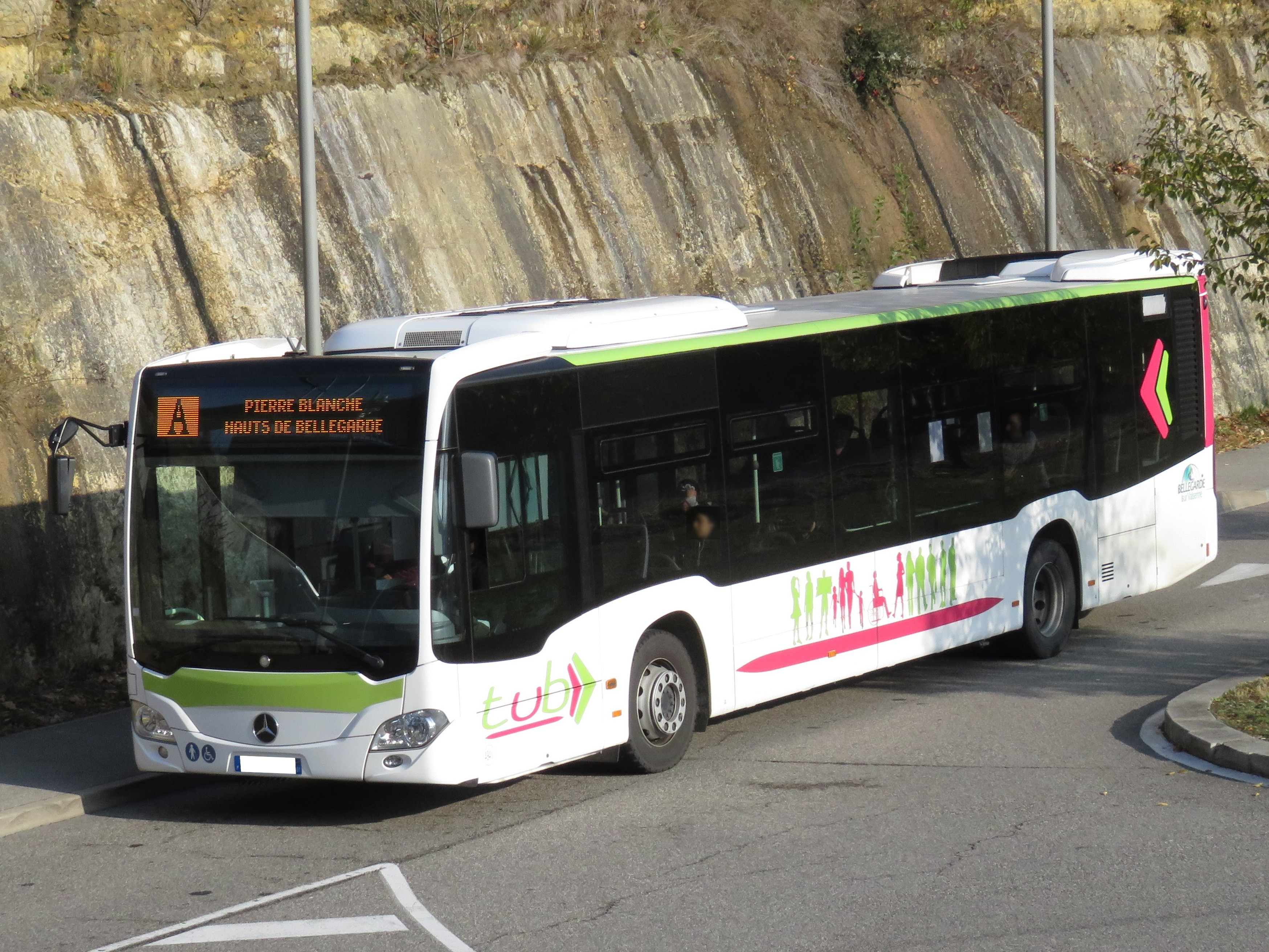
Livrée des bus de Bellegarde-sur-Valserine jusqu’en 2019.

## Exploitation

### État de parc
Le parc appartient à la RDTA, mais il n’est pas référencé de manière exhaustive. Toutefois, en novembre 2019, celui-ci exploite au moins deux Mercedes-Benz Citaro C2 et un VDL Midcity aux couleurs Mobi’Vals. L’ensemble de ces véhicules est à propulsion diesel.
Par le passé, le parc a été relativement diversifié. En juillet 1992, deux Renault R312 sont mis en service par Cariane-Ain, l’exploitant de l’époque. Ils sont rapidement remplacés pour une raison inconnue par deux Setra S 215 SL neufs, numérotés 904 et 905. Par la suite, un Heuliez GX 77H, neuf également, vient rejoindre le réseau bellegardien. Au printemps 1999, deux minibus Ernst Auwärter Teamstar City viennent compléter le parc,. Celui-ci reste ainsi jusqu’en 2005, lorsque l’exploitation du réseau est confié à la RDTA. Un Irisbus Agora Line blanc circule sur le réseau au printemps de cette même année. À l’automne 2005, le parc est endommagé lors des émeutes. La RDTA fait alors l’acquisition de véhicules d’occasion et, à l’automne 2008, le parc se compose de 5 véhicules : deux Irisbus Agora Line (n°242U et 245U), qui sont d’anciens véhicules de démonstration provenant du réseau d’Annemasse, un Irisbus Citelis 12 (n°243U), un Heuliez GX 107 (n°025U) racheté au réseau de Troyes en 2006 et un Véhixel Cytios-30 (n°212U). Au printemps 2014, le parc est entièrement renouvelé, avec l’acquisition de deux Mercedes-Benz Citaro C2 et d’un VDL Midcity neufs. Les anciens véhicules sont maintenus en réserve pendant quelque temps, puis le Véhixel Cytios-30 et l’un des deux Irisbus Agora Line sont réformés, tandis que le second est transféré sur un autre dépôt.

### Dépôt
Les véhicules du réseau Mobi’Vals appartenant à la RDTA, ils sont stationnés au dépôt de la société. Celui-ci se trouve au 4 Avenue du Maréchal Leclerc, à Valserhône (46° 07′ 18″ N, 5° 48′ 39″ E), sur le territoire de la commune déléguée de Bellegarde-sur-Valserine. Il est desservi par les bus de la ligne A au niveau de l’arrêt Leclerc, situé devant le centre. Il dispose d’un atelier technique pour l’entretien et la réparation des véhicules et d’une station service.

### Sécurité
Conformément à la législation en vigueur, l’ensemble du parc est soumis à un contrôle technique, effectué par un centre indépendant et reconnu, valable 6 mois. Au cours de cette visite, tous les éléments de sécurité ainsi que l’arrimage des sièges et la motorisation sont vérifiés.

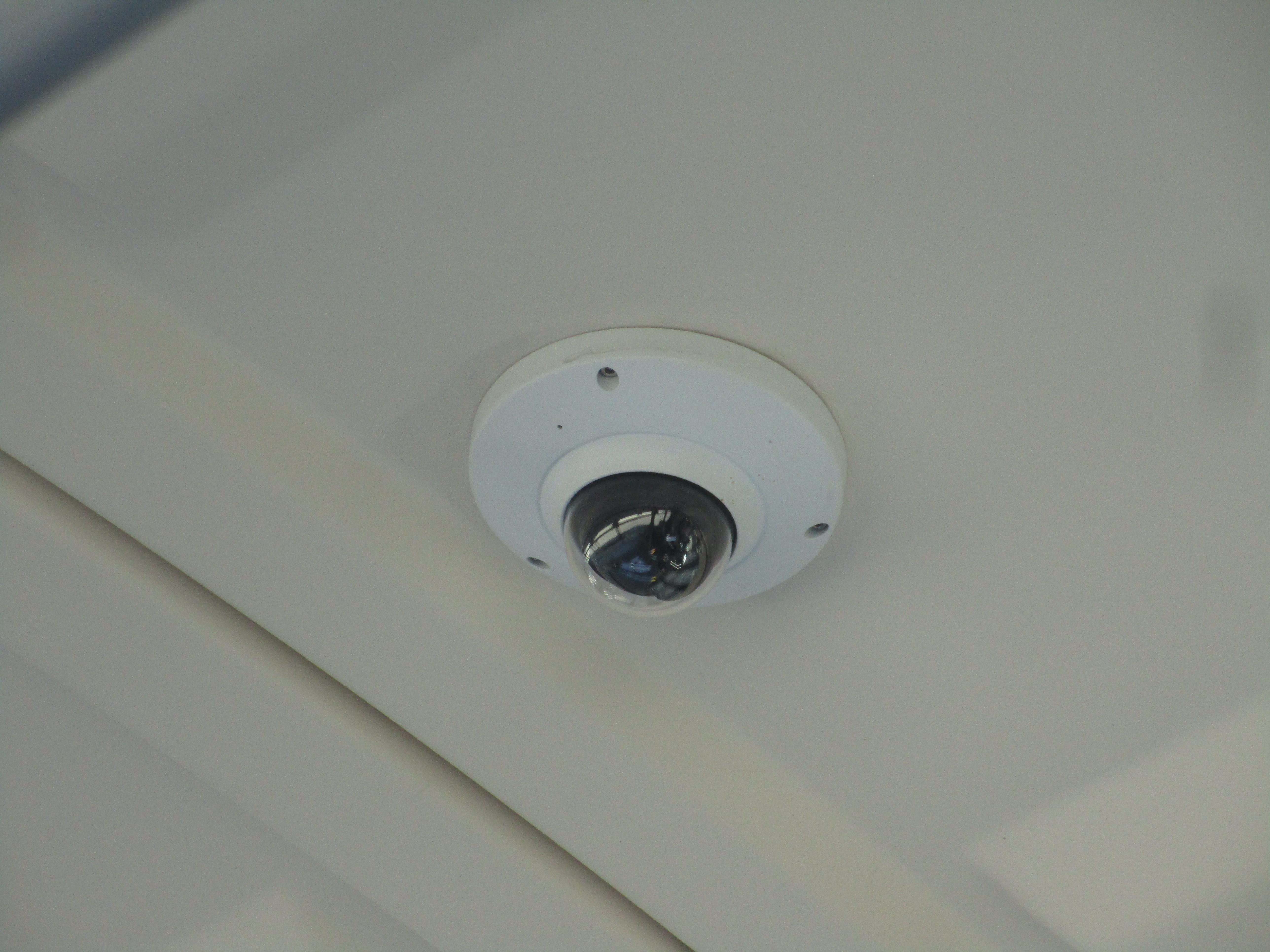
Une caméra de vidéosurveillance.

Les bus sont également équipés de caméras de vidéosurveillance. Leur nombre varie selon le type de véhicules (2 dans les minibus et 3 dans les standards), mais leur disposition reste sensiblement la même dans tous : une première caméra, à infrarouge, est située au-dessus du poste de conduite et permet de surveiller la porte avant. Une seconde est installée sous (ou devant) le bandeau lumineux pour l’information aux voyageurs, et une troisième est installée au-niveau de la porte centrale. Cette configuration permet de couvrir l’ensemble du bus et de pouvoir vérifier toutes les portes.
Les portes sont dotées de nombreuses sécurités. En effet, chacune d’elles est dotée de bords sensibles, capable de remarquer la présence d’un corps étranger entre les battants et d’entraîner un phénomène de réversion, c’est-à-dire la réouverture des portes. Les véhicules sont également équipés d’un détecteur, situé au-dessus des portes, capable de déceler une présence par infrarouge et destiné à vérifier la présence d’un individu trop près des portes au moment de leur ouverture/fermeture. En cas d’anomalie, le système enclenche la réouverture des portes. Des capteurs sont également installés afin de vérifier la bonne fermeture des portes arrière : si l’une d’elles est mal fermée, le véhicule ne peut pas démarrer. L’ouverture de la porte avant n’empêche pas de faire partir le bus, mais elle est programmée pour se fermer automatiquement après 5 secondes. Enfin, en cas de problème empêchant l’ouverture des battants depuis l’intérieur, deux mécanismes, l’un à l’extérieur et l’autre à l’intérieur, sont installés à proximité de chaque portes et permettent de déclencher la décompression, c’est-à-dire le fait de vider les réserves d’air comprimé, rendant ainsi les battants inertes.
Tous les bus sont équipés de marteaux brise-vitre situés le plus souvent derrière le conducteur. Conformément à la législation en vigueur, au moins cinq vitres latérales et le pare-brise arrière des véhicules, signalés par la mention « Issue de secours », peuvent être brisés afin d’évacuer le bus en cas d’urgence (incendie, accident, etc.).

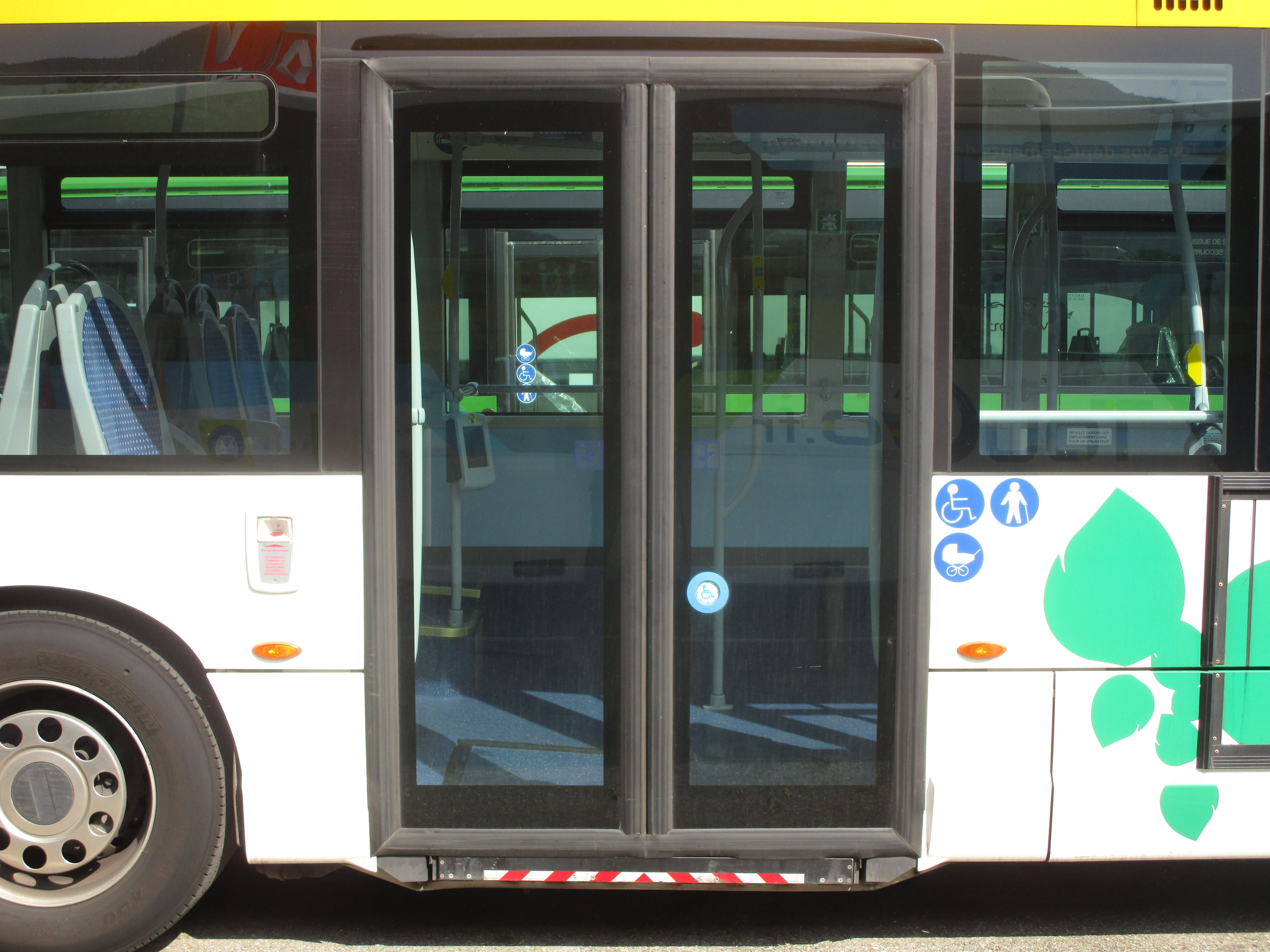
Des portes dotées de bords sensibles.
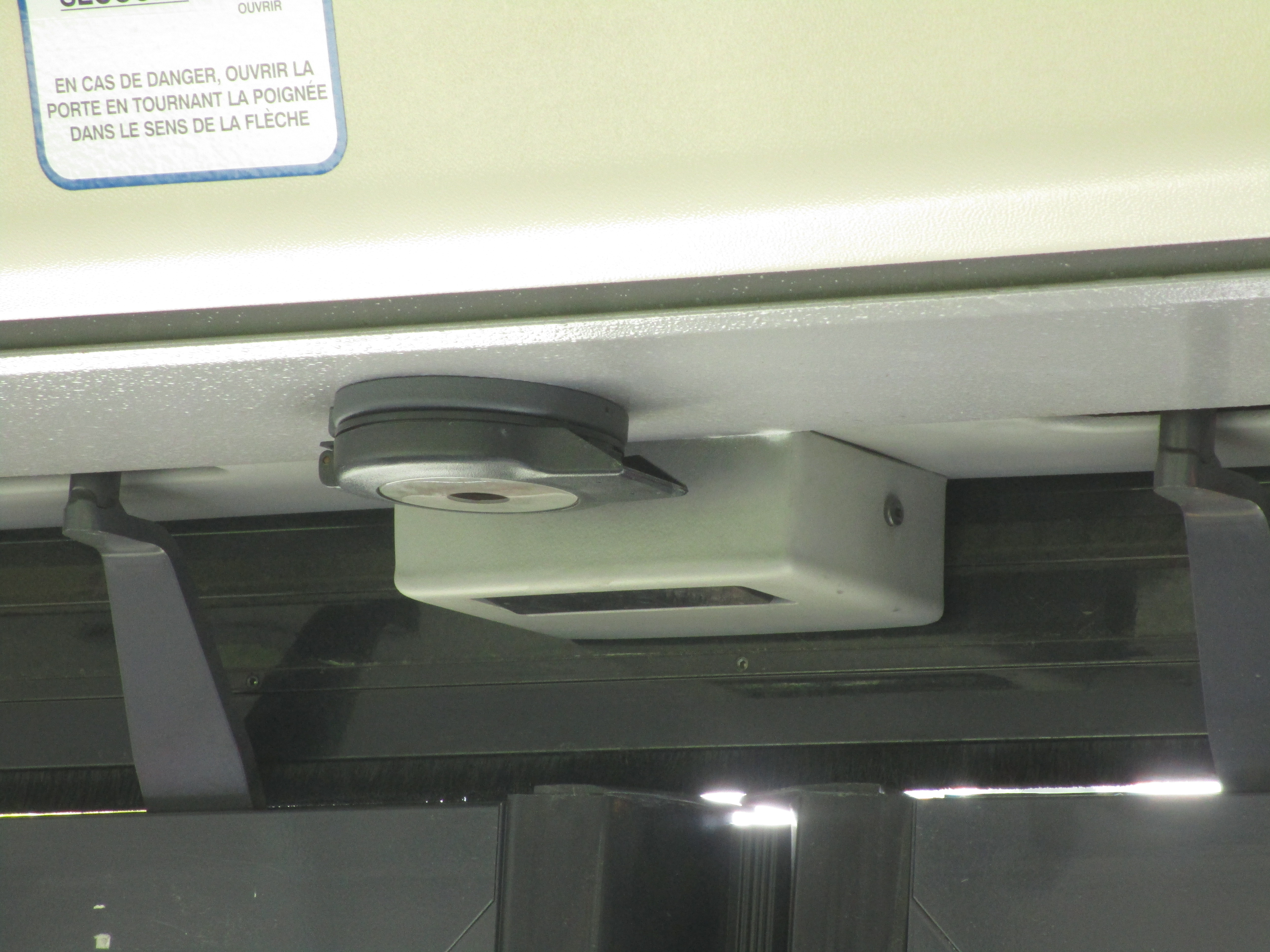
Une cellule détectrice (à l’arrière) et l’ouverture de secours des portes.
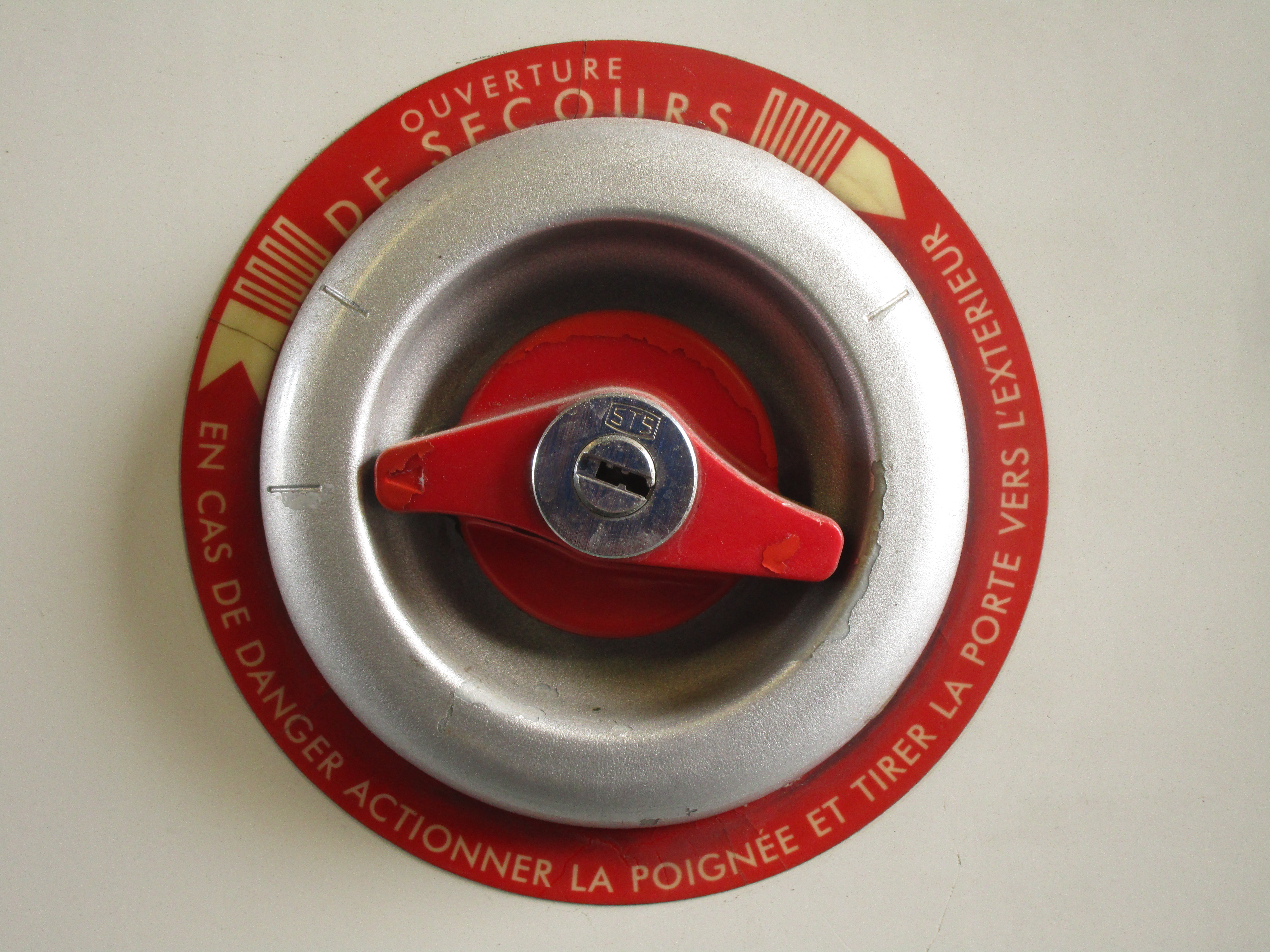
Le système d’ouverture de secours des portes (extérieur).
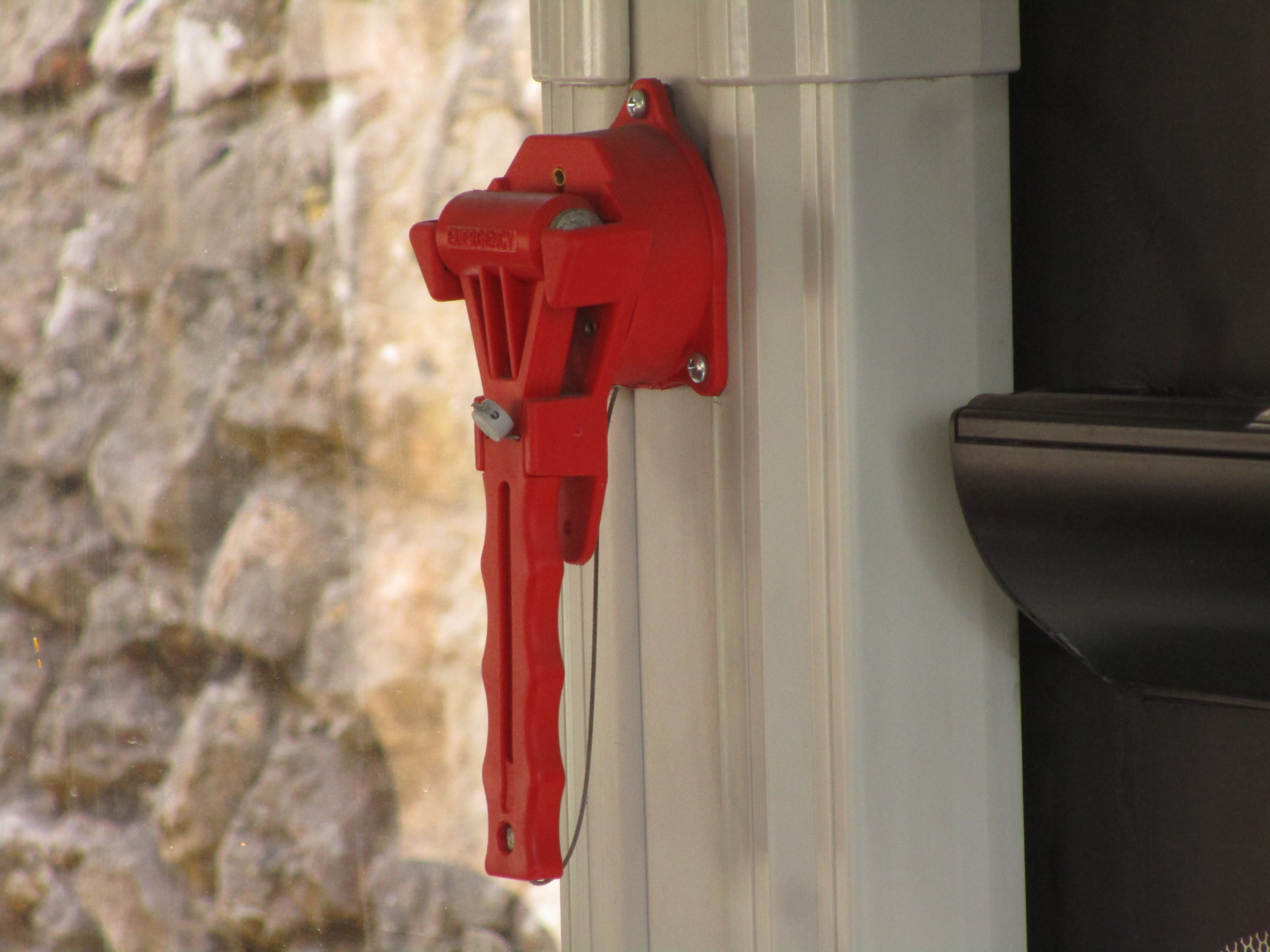
Un marteau brise-vitre.

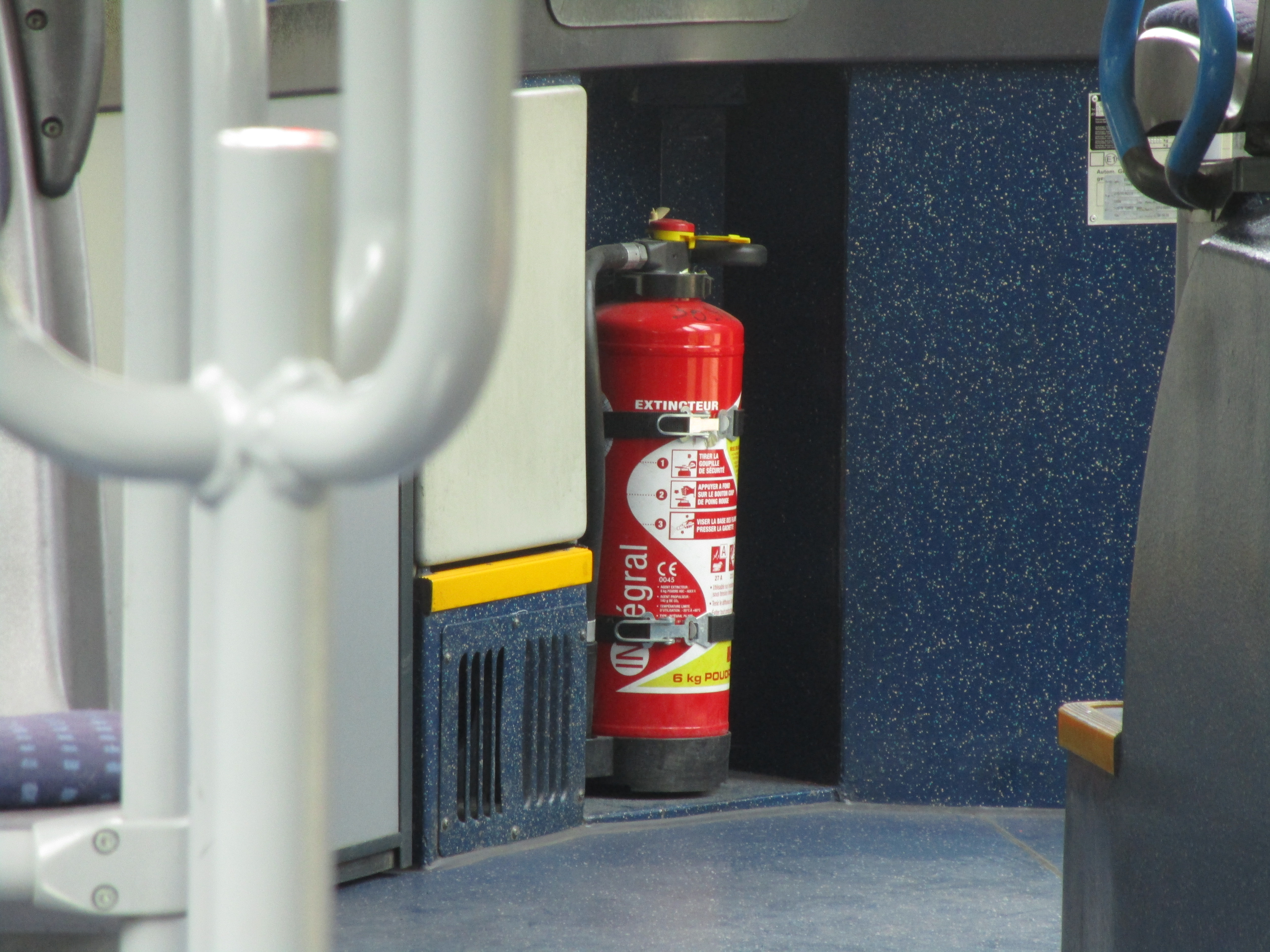
Un extincteur.

Ils sont également dotés de moyens de lutte contre l’incendie, notamment un extincteur, qui est situé au niveau de la porte avant.
Les portillons sont dotés d’une alarme, qui sonne si celui-ci n’est pas ou mal fermé.

### Information aux voyageurs
À bord des bus
Tous les bus du réseau sont équipés d’un bandeau lumineux à l’avant. Celui-ci fournit aux voyageurs des informations sur la ligne — le numéro, la destination, le nom de l’arrêt suivant et le temps restant avant l’arrivée au terminus —, mais également la date et l’heure. Sur les véhicules les plus récents, un haut-parleur installé sur l’extérieur du bus annonce, lorsque celui-ci arrive à un arrêt, le numéro de la ligne et la destination.
Sur internet
Le réseau dispose de son propre site web, www.mobivals.fr, disponible uniquement en français. Sur celui-ci, l’usager trouve de nombreuses informations concernant le réseau : fiches horaires, plans du réseau, tarifs, points de vente, règlement, infos trafic et actualités. Le site permet également de connaitre les passages des bus en temps réel.

### Tarification et financement
Avec la mise en service intégrale du Léman Express le 15 décembre 2019, le réseau forme la zone 400 du système tarifaire transfrontalier Léman Pass ; les trajets internes au réseau continuent à s'effectuer avec sa tarification propre.

#### Tickets et abonnements
Tarification en vigueur depuis le 1er septembre 2020.
La gratuité s'applique, sous conditions, aux enfants de moins de 5 ans accompagnés par un parent. La tarification repose sur un ticket valable pour un voyage vendu à 1 €, un abonnement mensuel à 8 € et un abonnement annuel à 80 € ; les abonnement voient leur prix réduit de moitié pour les personnes en situation précaire, les personnes âgées de plus de 70 ans non imposables et celles de plus de 65 ans titulaires d'une carte d'invalidité égale ou supérieure à 80 %.

#### Points de vente
Cinq commerces de Bellegarde-sur-Valserine et les mairies déléguées de Châtillon-en-Michaille et Lancrans sont habilités à vendre des tickets de bus.

## Impact socio-économique

### Trafic
| Année   | Fréquentation (voyages) |
| ------- | ----------------------- |
| 2010-11 | 229 130                 |
| 2014-15 | 341 834                 |
| 2015-16 | 418 739                 |
| 2016-17 | 438 391                 |